# Congresshalle

Congresshalle mit Vorplatz

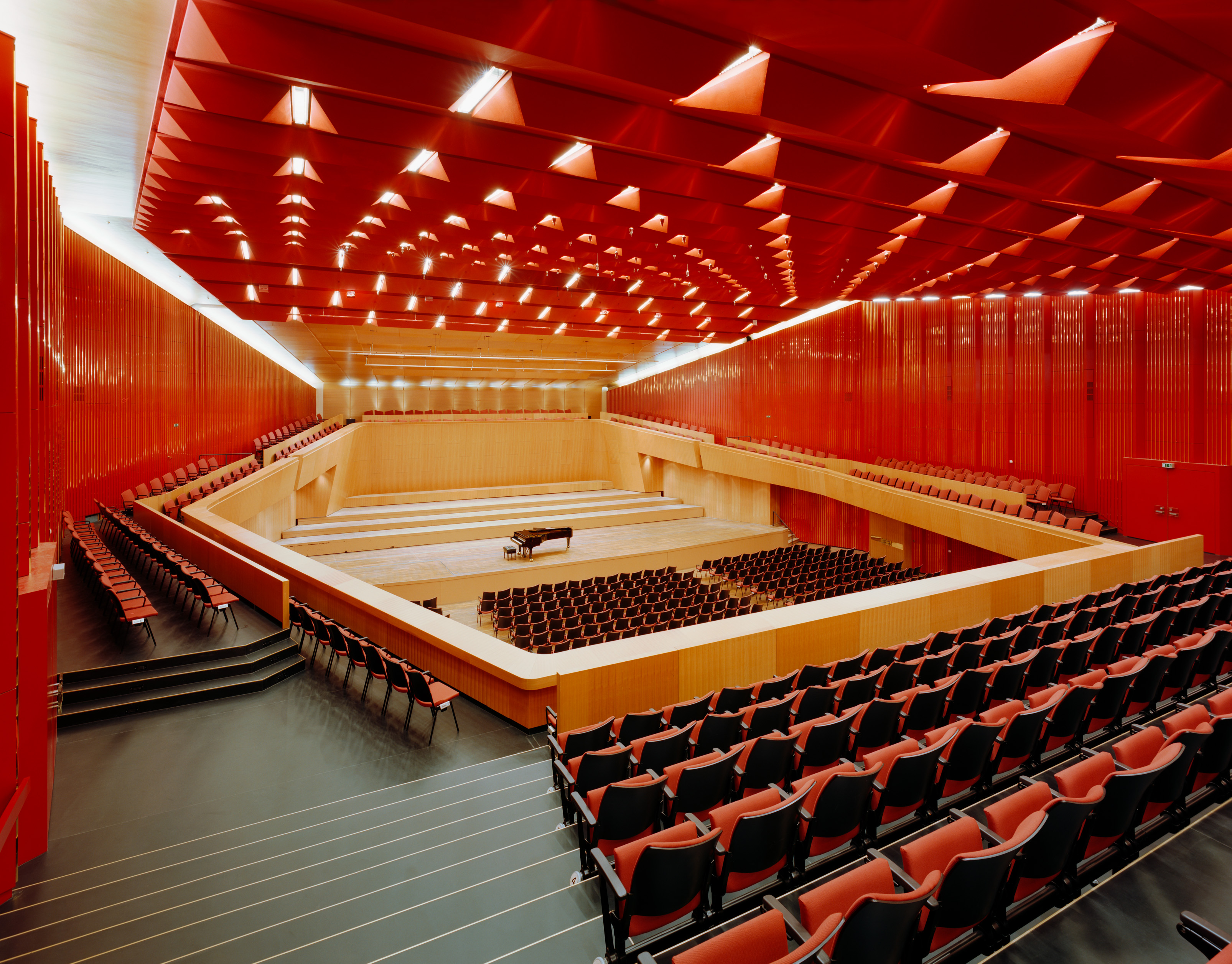
Großer Saal

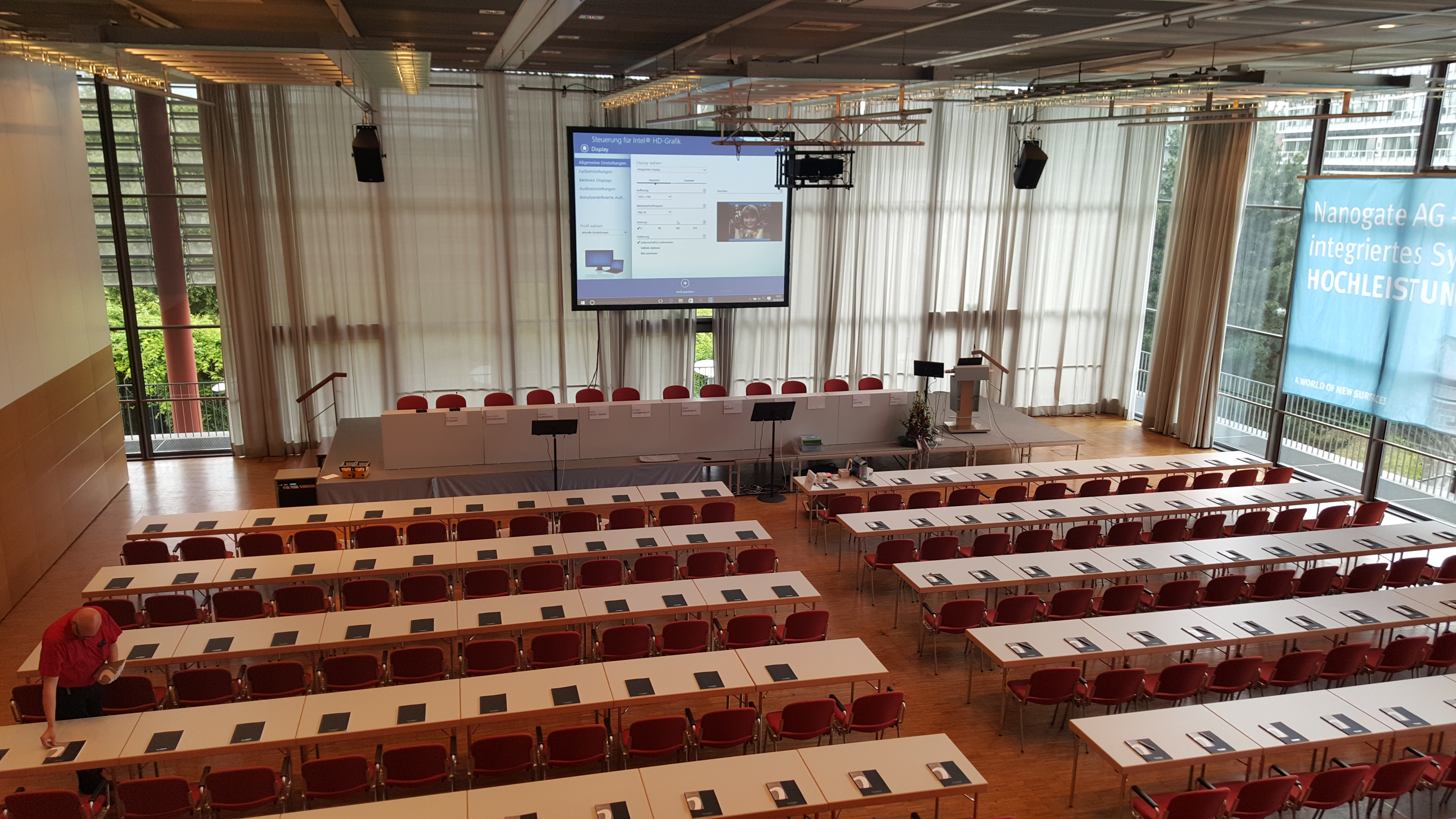
Saal West

Saal Ost

Die Congresshalle ist eine Halle in Saarbrücken am Ufer der Saar. In der Halle finden Konferenzen, Messen und Tagungen statt sowie Konzerte jeglicher Art.

## Geschichte
Nach dem Anschluss des Saarlandes an die Bundesrepublik Deutschland 1957, stellte die Bundesregierung einen Etat für die Halle zur Erinnerung an diesen Tag. Die Halle wurde 1962–1967 nach Plänen des Architekten Dieter Oesterlen, welcher 1959 den Architektenwettbewerb gewann, erbaut. Die Halle wurde auf dem Gelände des früheren Saarkohlehafens errichtet, wo sich heute auch der angrenzende Bürgerpark befindet. Der Bau der Halle kostete 15,2 Millionen Deutsche Mark.  Das Richtfest fand 1964 unter Anwesenheit von Erich Mende statt.
Am 30. Januar 1967 wurde sie unter Beisein von Bundeskanzler Kurt Georg Kiesinger eröffnet. Im selben Jahr wurde die bekannte Faschingsveranstaltung Premabüba in der Halle weitergeführt.
Damals wurde die Halle noch mit K als Kongresshalle geschrieben.
Da die Congresshalle nach einer Abstimmung zum Anschluss des Saarlandes an Deutschland durch dessen Etat finanziert wurde, lassen sich hier Parallelen zum Bau des Saarländischen Staatstheaters (damals Gautheater Saar-Pfalz) ziehen, welches nach dem Anschluss des Saarlandes an das Dritte Reich erbaut wurde.
1970 war die Halle Verhandlungsort für den Prozess um den Soldatenmord von Lebach. Der Prozess sorgte für bundesweites öffentliches Interesse.
Von 1986 bis 1990 wurde der Brandschutz des Gebäudes verbessert. 1991 erhält die Halle das Kunstwerk Double rythme von Daniel Buren.
1993 entwarf der Architekt Miroslav Volf den Saal West. Im selben Jahr stand die Halle wegen des Jahrhunderthochwassers größtenteils unter Wasser.
1995 wurde die Halle dann um die neue Räumlichkeiten und ein Bistro erweitert. Seit jenem Jahr ist die Congress-Centrum Saar GmbH Betreibergesellschaft der Halle.
Im Zuge dieses Betreiberwechsels wurde die Halle 1997 in Congresshalle umbenannt. Bei der Beschilderung den Namen auf die neue Schreibweise zu ändern, wurde jedoch mindestens 10 Jahre verpasst.
Der Vorplatz der Halle wurde nach dem ersten Saarländischen Ministerpräsidenten Johannes Hoffmann benannt, nachdem dieser 2002 neu gestaltet wurde. Diese Benennung führte zu einer Diskussion in Form von Leserbriefen in der Saarbrücker Zeitung. Dem neu gestalteten Vorplatz mit Wasserspielen musste der damalige Parkplatz weichen. 2006 war die Halle Teil des 96. Deutschen Katholikentags. Hier besuchte auch Angela Merkel das Gebäude. Im Jahr 2007 wurde die Halle von dem Architekturbüro Valentiny hvp architects Sarl umgebaut. Ziel des Umbaus war es vor allem die Akustik zu verbessern. Dabei wurde unter anderem der Teppichboden der Halle durch Linoleum ersetzt. Außerdem wurde ein Brückengeländer und eine Gewölbedecke aus Birnenholz hinzugefügt. Des Weiteren wurde die Verkleidung des alten Gebäudes rot angestrichen.
2017 wurde das 50-jährige Jubiläum der Halle gefeiert. Zu diesem Anlass gab die Deutsche Radio Philharmonie dort ein Konzert.

## Säle
- Großer Saal: bis zu 1918 Sitzplätze insgesamt, mit Parkett (944 Sitzplätze oder 1.800 Stehplätze), Empore (487 Sitzplätze) und Bühne
- Saal West: kann durch fahrbare und schalldichte Seitenwände in bis zu sieben kleinere Räume unterteilt werden, bis zu 850 Sitzplätze oder unbestuhlt 1.200 Stehplätze
- Saal Ost: bis zu 354 Sitzplätze oder unbestuhlt 600 Stehplätze
- Foyer West und Foyer Ost
- 3 Konferenzräume
- Bankettraum: 159 Sitzplätze

## Kongress-Steg

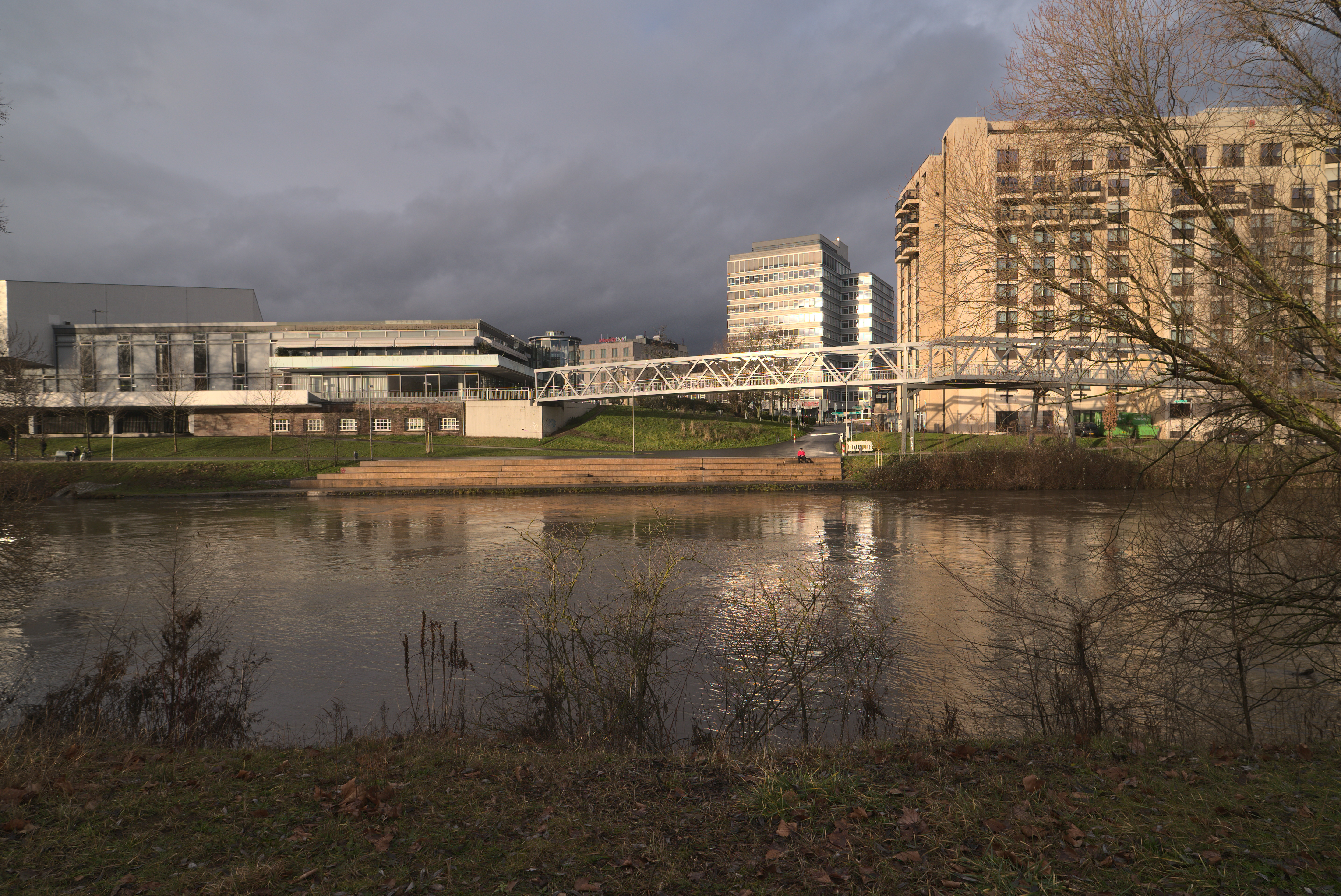
Steg und Halle von der anderen Seite der Saar gesehen

Wahrscheinlich zum Anlass der Musikfestspiele Saar wurde der erste Kongress-Steg in den 1980ern gebaut. Der Kongress-Steg ist eine Fußgängerbrücke, welche die Congresshalle mit der Berliner Promenade und der Luisenbrücke verbindet. Trotz seines provisorischen Zustands wurde er zum Bestandteil des täglichen Arbeitswegs vieler Menschen. Mehrmals musste dieser Steg gesperrt und repariert werden. So wurden zum Beispiel 1999 etwa 20 000 und 2009 etwa 68 000 Euro in seine Instandsetzung investiert.
Im August 2014 wurde der alte Steg abgerissen und sollten durch einen Neuen ersetzt werden. Die Europäische Union finanzierte das Projekt mit 900 000 Euro. Nach dem Abriss des alten Stegs wurden zunächst eine Straße erneuert, eine Treppe gebaut und ein Stahlgerüst für den zukünftigen Steg aufgestellt. Danach verzögerte sich der weitere Bau jedoch bis August 2015. Als Grund für die Verzögerung wurden Baumängel an der neuen Brücke genannt, die vor der Abnahme 2014 festgestellt wurden. Diese Mängel wurden aber laut der damaligen Baudezernentin Rena Wandel-Hoefer beseitigt.